# Diaphorèse
 (novembre 2012).
Si vous disposez d'ouvrages ou d'articles de référence ou si vous connaissez des sites web de qualité traitant du thème abordé ici, merci de compléter l'article en donnant les références utiles à sa vérifiabilité et en les liant à la section « Notes et références ».
La diaphorèse ou hypersudation est une transpiration plus abondante que la transpiration naturelle, généralement provoquée. 
Ce terme est composé de deux mots grecs. Il comporte le préfixe dia qui signifie « à travers » et le radical phorèse qui signifie « migration ».
La sueur est un liquide salé sécrété par les glandes sudoripares intervenant principalement dans la thermorégulation. Quand la température du corps s'élève, le système nerveux autonome stimule la sécrétion de la sueur, qui en s'évaporant va avoir un effet refroidissant. C'est une fonction physiologique qui a lieu presque partout sur la surface corporelle, principalement au niveau de la région axillaire, les paumes et les plantes.
Environ 2 à 4 millions de glandes sudoripares sont réparties et qui ne deviendront complètement actives qu'à la puberté.

## Causes
La diaphorèse est un symptôme non spécifique dont les causes sont très diverses.

### Causes physiologiques
Les causes habituelles de la diaphorèse incluent :
- l'exercice physique
- la ménopause
- la fièvre
- les aliments piquants
- un temps chaud
- une forte émotion (peur, anxiété, colère..)
- un rappel de mémoires post-traumatiques.

La plupart des glandes sudoripares sont innervées par des neurones sympathiques, qui, exception de ce système sécrétant généralement la norepinephrine, ces neurones sécrètent de l'acétylcholine.

### Causes pathologiques
Parmi ces causes on peut trouver :
- hyperthyroïdie
- état de choc
- hypoglycémie
- pathologies infectieuses : tuberculose, paludisme...
- infarctus du myocarde
- syndrome malin des neuroleptiques
- certaines drogues : morphine, cocaïne, benzodiazépines (surtout cas de sevrage)
- intoxication au cuivre
- etc.

Toutes ces situations constituent une situation de "stress" pour l'organisme. Une réaction sympathique est alors déclenchée, qui est responsable, en plus d'autres manifestations, de la diaphorèse.

## Symptômes
La première plainte des patients est généralement l'odeur corporelle. Elle est le produit de bactéries commensales, dont la croissance est favorisée par les milieux humides. Cette odeur peut être modifiée par la prise de certains aliments (fenugrec par exemple) ou certains traitements, ainsi que par certaines pathologies comme l'insuffisance rénale ou la cétoacidose diabétique.

## Prise en charge
Quand la diaphorèse est pathologique, la prise en charge dépendra de la cause, une fois que la cause pathologique et/ou environnementale est éliminée, il est plus correct de parler d'hyperhydrose. 
Généralement le patient commence son traitement à domicile soit en utilisant des antiperspirants (qui bloquent la sécrétion) ou des déodorants (qui éliminent l'odeur sans bloquer la sudation, en rendant la peau acide et peu propice pour le développement des bactéries) ou les deux à la fois.
Si ces traitements ne sont pas efficaces, d'autres mesures peuvent être prises en fonction du patient, de la cause et de la sévérité de l'atteinte.
On conseille généralement aux patients de suivre certaines règles : douches quotidiennes, adaptations des habits aux activités, utilisation d'antiperspirants la nuit, techniques de relaxation pour contrôler le stress, modification des habitudes alimentaires en évitant le plus possible les boissons caféinées et aliments piquants.